# Storbergsmasten

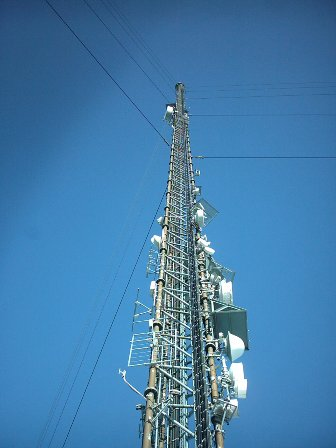
Der Sender Storbergsmasten

Der Storbergsmasten ist ein Sendemast in der Nähe von Hudiksvall in Schweden.

## Allgemeines
Der Sendemast wird zur Verbreitung von UKW-Hörfunk- und Fernsehprogrammen verwendet. Gemeinsam mit Jupukkamasten, Gungvalamasten und Fårhultsmasten gehört er mit seinen 335 Metern zu den höchsten Bauwerken in Schweden.